# Rhotana haematoneura
Rhotana haematoneura är en insektsart som beskrevs av George Willis Kirkaldy 1906. Rhotana haematoneura ingår i släktet Rhotana och familjen Derbidae. Inga underarter finns listade i Catalogue of Life.